# Distretto di Alaköl
Il distretto di Alaköl (in kazako Алакөл ауданы?; in russo Алакольский район?) è un distretto (audan) kazako della regione di Jetısu con capoluogo Üşaral.